# Trebnje
Trebnje este un oraș din comuna Trebnje, Slovenia, cu o populație de 3.523 de locuitori.